# Aeropuerto de Chiquimula
El aeropuerto de Chiquimula (IATA: CIQ)     es un aeropuerto de carga y comercial que sirve a la ciudad de  Chiquimula, la capital del departamento de Chiquimula, Guatemala . El aeropuerto está ubicado a 3 kilómetros (1,9 mi) al norte de la ciudad, junto a la carretera CA10.
Hay terreno montañoso cercano al norte hasta el sureste del aeropuerto, y terreno montañoso distante en otros cuadrantes, por lo que aterrizar en dicho aeropuerto requiere de maniobras complicadas. 

## Estadísticas de Tráfico
| 2020 | 515   | 1,259 | [ 2 ]       |
| 2021 | N/D   | N/D   | Sin cambios |
| 2022 | 2,331 | 2,347 | Sin cambios |
| 2023 | 2,551 | 2,798 | 16.11%      |